# بروا نوري
بروا حكمت نوري (بالسويدية: Brwa Nouri)‏ لاعب كرة قدم عراقي بمركز خط وسط، يلعب في نادي بالي يونايتد الاندونيسي في الدوري 1 وهو الكابتن لفريقه.

## المسيرة الدولي
ولد بروا في أرومية لعائلة كردية-عراقية، عاش في السويد ولعب لمنتخب السويد للفئات العمرية. ولكنه انتقل إلى منتخب العراق ليلعب تصفيات كأس العالم في آب 2016. لعب أول مباراة له مع منتخب العراق في ودية مع الأردن. ولعب في ارض العراق لأول مرة في 5 تشرين الأول 2017 حيث سجل أول هدف له.
في 27 كانون الأول 2018 أعلن اعتزاله اللعب دولياً بعمر 31 سنة وبرصيدة 9 مباريات وهدف وحيد.

### الاهداف الدولية مع المنتخب
| #  | التاريخ             | المكان                          | الخصم | عدد الاهدف | النتيجة | المناسبة |
| -- | ------------------- | ------------------------------- | ----- | ---------- | ------- | -------- |
| 1. | 5 تشيرين الأول 2017 | ملعب جذع النخلة، البصرة، العراق | كينيا | 1–0        | 1-2     | ودية     |

## إحصائيات اللاعب مع المنتخبات التي مثلها
| الفريق          | عدد المباريات | عدد الأهداف | اسست |
| --------------- | ------------- | ----------- | ---- |
| السويد تحت 17   | 3             | 0           | 0    |
| السويد تحت 19   | 3             | 1           | 0    |
| المنتخب العراقي | 9             | 1           | 1    |
| المجموع         | 15            | 2           | 1    |

## احصائيات اللاعب مع الاندية التي مثلها
آخر تحديث 15 نيسان 2018.
| النادي               | الموسم        | القاطع         | الدوري    | الدوري  | كأس السويد | كأس السويد | الدوري الأوروبي | الدوري الأوروبي | المجموع   | المجموع |
| النادي               | الموسم        | القاطع         | المباريات | الاهداف | المباريات  | الاهداف    | المباريات       | الاهداف         | المباريات | الاهداف |
| -------------------- | ------------- | -------------- | --------- | ------- | ---------- | ---------- | --------------- | --------------- | --------- | ------- |
| أتفدابيرجس (اعارة)   | 2006          | دوري الشباب    | 5         | 1       | 0          | 0          | 2               | 0               | 7         | 1       |
| Väsby United (اعارة) | 2007          | دوري الشباب    | 22        | 2       | 0          | 0          | 0               | 0               | 22        | 2       |
| Väsby United (اعارة) | 2008          | دوري الشباب    | 8         | 0       | 0          | 0          | 0               | 0               | 8         | 0       |
| Gröndals IK (اعارة)  | 2008          | الدرجة الثانية | 10        | 2       | 0          | 0          | 0               | 0               | 10        | 2       |
| نادي دلكورد          | 2009          | الدرجة الثانية | 20        | 9       | 0          | 0          | 0               | 0               | 20        | 9       |
| نادي دلكورد          | 2010          | الدرجة الثانية | 26        | 10      | 1          | 0          | 0               | 0               | 27        | 10      |
| نادي دلكورد          | 2011          | الدرجة الثانية | 24        | 5       | 0          | 0          | 0               | 0               | 24        | 5       |
| نادي دلكورد          | 2012          | الدرجة الثانية | 24        | 6       | 0          | 0          | 0               | 0               | 24        | 6       |
| نادي دلكورد          | 2013          | الدرجة الثانية | 22        | 7       | 2          | 0          | 0               | 0               | 24        | 7       |
| نادي أوسترسوند       | 2014          | الدرجة الاولى  | 27        | 2       | 4          | 0          | 0               | 0               | 31        | 2       |
| نادي أوسترسوند       | 2015          | الدرجة الاولى  | 27        | 4       | 0          | 0          | 0               | 0               | 27        | 4       |
| نادي أوسترسوند       | 2016          | الدوري الممتاز | 27        | 4       | 3          | 0          | 0               | 0               | 30        | 4       |
| نادي أوسترسوند       | 2017          | الدوري الممتاز | 19        | 4       | 0          | 0          | 6               | 2               | 25        | 6       |
| نادي أوسترسوند       | 2018          | الدوري الممتاز | 3         | 0       | 0          | 0          | 0               | 0               | 3         | 0       |
| المجموع العام        | المجموع العام | المجموع العام  | 264       | 56      | 10         | 0          | 8               | 2               | 282       | 58      |

## الالقاب
- بطل دوري القاطع الشمالي للدرجة الثانية a:
  - 2012
- كأس السويد
  - 2017

## روابط خارجية
- بروا نوري على موقع الاتحاد الأوربي (الإنجليزية)
- بروا نوري على موقع اتحاد السويد (السويدية)
- بروا نوري على موقع قاعدة بيانات كرة القدم.إي يو (الإنجليزية)
- بروا نوري على موقع ناشيونال فوتبول تيمز (الإنجليزية)
- بروا نوري على موقع Soccerway.com (الإنجليزية)